# Nahata Dziil
Nahata Dziil, a volte scritto Nahatadzill, è un capitolo della contea di Apache, in Arizona. È uno dei capitoli che costituiscono l'agenzia di Fort Defiance, una delle cinque agenzie che compongono la Riserva Navajo. Al censimento del 2010, il capitolo aveva una popolazione totale di 1.731 abitanti, di cui 1.572 erano Navajo. Nel 1991, divenne il 110º e ultimo capitolo della Riserva Navajo. Ha un'altitudine stimata di 6 030 piedi (1 840 m) sopra il livello del mare.